# BREAK OF DAWN (Do As Infinityのアルバム)
『BREAK OF DAWN』（ブレイク・オブ・ドーン）は、日本のロックバンド・Do As Infinityが2000年3月23日にavex traxから発売した1枚目のオリジナルアルバムである。
2005年2月16日には紙ジャケット仕様の期間限定生産盤として、2008年11月10日にはメジャーデビュー10周年突入を記念してHQCD規格の期間限定生産盤としてそれぞれ再発売された。

## 内容
メジャーデビューから6か月を経て発売された初のアルバム作品。
今作以降、9thアルバム『TIME MACHINE』まではタイトルが頭文字で繋がるしりとりとなっており、既発シングルの「Tangerine Dream」と「Heart」以外は全て亀田誠治が共同編曲とサウンドプロデュースを務めている。
初回プレス仕様にはボーナストラックが2曲収録された。
オリコンチャート初登場3位を獲得。シングル・アルバム通じて初のトップ3入りと年間チャート入りを果たし、日本レコード協会からゴールドディスク認定を受けている。

## 収録曲
| 全作詞・作曲: D・A・I。 |                                     |           |            |                       |      |
| #                       | タイトル                            | 作詞      | 作曲・編曲 | 編曲                  | 時間 |
| 1.                      | 「BREAK OF DAWN」                   | D・A・I   | D・A・I    | D・A・I、Seiji Kameda | 3:05 |
| 2.                      | 「Standing on the hill」            | D・A・I   | D・A・I    | D・A・I、Seiji Kameda | 4:48 |
| 3.                      | 「Oasis」                           | D・A・I   | D・A・I    | D・A・I、Seiji Kameda | 4:44 |
| 4.                      | 「Another」                         | D・A・I   | D・A・I    | D・A・I、Seiji Kameda | 4:29 |
| 5.                      | 「心の地図」                        | D・A・I   | D・A・I    | D・A・I、Seiji Kameda | 5:11 |
| 6.                      | 「Heart」                           | D・A・I   | D・A・I    | D・A・I               | 4:04 |
| 7.                      | 「Raven」                           | D・A・I   | D・A・I    | D・A・I、Seiji Kameda | 4:02 |
| 8.                      | 「Welcome!」                        | D・A・I   | D・A・I    | D・A・I、Seiji Kameda | 3:40 |
| 9.                      | 「Painful」                         | D・A・I   | D・A・I    | D・A・I、Seiji Kameda | 4:34 |
| 10.                     | 「Tangerine Dream」                 | D・A・I   | D・A・I    | D・A・I               | 4:19 |
| 11.                     | 「Yesterday & Today」               | D・A・I   | D・A・I    | D・A・I、Seiji Kameda | 5:02 |
| 12.                     | 「散りゆく夕辺 (Acoustic Version)」 | D・A・I   | D・A・I    | D・A・I、Seiji Kameda | 2:49 |
| 13.                     | 「Oasis (Acoustic Version)」        | D・A・I   | D・A・I    | D・A・I、Seiji Kameda | 4:40 |
| 合計時間:               | 合計時間:                           | 合計時間: | 55:27      |                       |      |

### 解説
1. BREAK OF DAWN
初の全編英語詞からなる今作の表題曲。
2. Standing on the hill
3. Oasis
3rdシングルの表題曲。
4. Another
5. 心の地図
『Do The Complete "Great Supporters Selection"』にも収録された。
6. Heart
2ndシングルの表題曲。
7. Raven
4thシングルのカップリング曲。
8. Welcome!
この楽曲で初めて大渡亮が作詞を務めた[注 1]。アルバム収録曲のなかでこの楽曲のみミュージック・ビデオが制作されており、『Do The Best』にレコーディングスタジオライブ音源としても収録された。
9. Painful
『Do The Complete "Great Supporters Selection"』にも収録された。
10. Tangerine Dream
1stシングルの表題曲。
11. Yesterday & Today
4thシングルの表題曲。
12. 散りゆく夕辺 (Acoustic Version)
ボーナストラック。2ndシングルのカップリング曲のアコースティックバージョン。
13. Oasis (Acoustic Version)
ボーナストラック。3rdシングルの表題曲のアコースティックバージョン。

## 参加ミュージシャン
Do As Infinity
- 伴都美子：Vocals
- 大渡亮
- 長尾大

Support Musician
- 中山信彦：Programmed
- 飯田高広：Programmed
- 河村智康：Drums
- 佐野康夫：Drums
- 倉内充：Drums
- 亀田誠治：Bass
- 渡辺等：Bass
- 林部直樹：Guitar
- 西川進：Guitar
- 古川昌義：Guitar
- 高瀬順：Keyboards
- 上杉洋史：Keyboards
- 斎藤有太：Keyboards
- YOKAN：Horn & Harp
- 三沢またろう：Percussion
- 金原グループ：Strings
- 広谷順子：Backing Vocals
- 乃木みやこ：Backing Vocals

## タイアップ
- カネボウ『テスティモ』CMソング (#3)
- 東映配給映画『うずまき』主題歌 (#7)
- J-WAVE『J-WAVE WELCOME TO TOKIO』キャンペーンソング (#8)
- フジテレビ系列月曜9時枠ドラマ『二千年の恋』主題歌 (#11)